# Bulun (Korkodon)
Der Bulun (russisch Булун) ist ein 428 km langer rechter Nebenfluss des Korkodon im Nordosten Sibiriens,  im asiatischen Teil Russlands. Alternativ wird er auch als Rassocha (russisch Рассоха) bezeichnet, im Oberlauf als Dolomnan (russisch Доломнан).
Der Bulun entfließt einem kleinen See im weiten Tal westlich des Konginskigebirges, das sich als Ausläufer des Kolymagebirges mit dem Charakter eines Mittelgebirges nach Nordosten erstreckt. Er fließt – in seinem gesamten Verlauf auf dem Territorium der Oblast Magadan – zunächst in nördlicher Richtung, wendet sich allmählich nach Nordwesten und schließlich stark mäandrierend am südlichen Rand des Jukagirenplateaus in südwestliche Richtung. Er erreicht als bedeutendster Zufluss den rechten Kolyma-Nebenfluss Korkodon, 91 Flusskilometer oberhalb von dessen Mündung, gut 100 km von der nicht mehr ständig bewohnten Siedlung Orojok und der Grenze zur Republik Sacha (Jakutien) entfernt, sowie etwa 200 km südwestlich der nächstgelegenen größeren Ortschaft Syrjanka. Bei der Mündung ist der dort etwa 100 Meter breite Bulun größer als der Korkodon.
Sein Einzugsgebiet umfasst 17.000 km². Die größten Nebenflüsse sind Wisualnaja (russisch Визуальная, Länge 156 km), Nenkal (Ненкал, 132 km, im Ober- und Mittellauf Aul-Nakchat) und Aly-Jurjach (Алы-Юрях, 254 km) von rechts sowie der Nelgju (Нельгю, 73 km) von links.
Im gesamten Einzugsbereich des Flusses gibt es heute keine Ortschaften. Dem Unter- und Mittellauf folgte früher bis zur Einmündung der Wisualnaja eine insgesamt über 300 km lange Winterpiste, die von der Kolyma kommend weiter zur Goldsuchersiedlung Rassocha am Oberlauf der Wisualnaja, die jedoch etwa in der zweiten Hälfte der 1970er-Jahre aufgegeben wurde, und Omolon am gleichnamigen Fluss führte.